# Trois Jours de bringue à Paris
Pour plus de détails, voir Fiche technique et Distribution.
Trois Jours de bringue à Paris  est un film français réalisé par Émile Couzinet, sorti en 1954.

## Fiche technique
- Titre original : Trois Jours de bringue à Paris
- Réalisation : Émile Couzinet
- Scénario : Émile Couzinet, d'après la pièce La Cagnotte d'Eugène Labiche.
- Décors : René Renneteau
- Photographie : Scarciafico Hugo
- Son : Pierre-Henri Goumy
- Montage : Henriette Wurtzer
- Musique : Paulette Zévaco
- Production : Émile Couzinet
- Société de production :  Burgus Films
- Pays d'origine :  France
- Langue originale : français
- Format : noir et blanc - 1,37:1 - 35 mm - son mono
- Genre : Comédie
- Durée : 84 minutes
- Dates de sortie :
  - France : 14 mai 1954

## Distribution
- Lucien Baroux : Théophile Chambourcy, capitaine des pompiers
- Milly Mathis :  Léonida Chambourcy
- Catherine Cheiney : Blanche
- Pierre Larquey : le cultivateur Colladan
- Georges Bever : le percepteur Baucantin
- Félix Oudart : le pharmacien Cordembois
- Armand Bernard : l'agent matrimonial Cocarel
- Robert Arnoux : le commissaire
- Georges Coulonges
- Raymond Cordy : le garçon de restaurant
- Marcel Roche : le notaire Félix Renaudier
- Gloria Velasquez : la chanteuse
- Jean-Michel Rankovitch : Sylvain
- Jean-Louis Bacqué : le brigadier
- Milou Daymard
- Monique Eychenne
- Marc Gazal
- Nadia Landry
- Charles Richard